# Gaertnera cooperi
Gaertnera cooperi är en måreväxtart som beskrevs av John Hutchinson och M.B.Moss. Gaertnera cooperi ingår i släktet Gaertnera och familjen måreväxter. Inga underarter finns listade i Catalogue of Life.